# Ma Dame
Ma Dame è un profumo femminile della casa di moda Jean-Paul Gaultier, commercializzato dall'azienda giapponese Beauté Prestige International e lanciato sul mercato nel 2009. Il nome del profumo è Ma Dame (in italiano "Mia signora") e non Madame), secondo quanto specificato dallo stesso Jean-Paul Gaultier.
Lanciato sul mercato nel mese di settembre del 2008, Ma Dame creato dal "naso" Francis Kurkdjian, che in precedenza aveva creato per Gaultier vari profumi come Fragile, Gaultier2, Fleur du Mâle e Monsieur Eau du Matin, come risposta femminile al celebre profumo Le Mâle, sempre realizzato da Kurkdjian. Questa fragranza è stata descritta come "espiègle" ("giocosa") mentre lo slogan del profumo è "Tutto fuorché una signora". Ma Dame è parte della famiglia olfattiva floreale-boisè si apre con note di testa di arancia e granatina, che lasciano il posto alla rosa ed altre note floreali e si chiude con note cedrate e muschiate.

## Campagna pubblicitaria
La campagna promozionale di Ma Dame è stata realizzata interamente in bianco e nero e vede protagonista la modella Agyness Deyn , fotografata da Jean-Baptiste Mondino, insieme allo stesso Gaultier. Gli spot televisivi di Ma Dame vedono protagonista la Deyn che cambia aspetto in pochi secondi, entrando in scena indossando un tailleur nero con cravatta e camicia bianca e sandali neri con tacco alto e portando un taglio di capelli lungo e liscio, per poi estrarre dalle tasche una forbice e tagliare i capelli molto corti, togliere la giacca e la cravatta, rimboccare le maniche della camicia ed aprirne i bottoni mostrando il petto, tagliare i pantaloni trasformandoli in shorts ed indossare una cintura alta sopra di essi, mantenendo solo le scarpe, per poi dare un bacio a Gaultier. Il video è accompagnato da una versione remix di Miss Kittin del brano musicale 3ème Sexe, originariamente inciso negli anni ottanta del gruppo Indochine.
Il profumo fa parte dell'esposizione del Museo del Profumo di Barcellona